# Ostrý (geomorfologická část)
Ostrý je geomorfologická část Trenčianske vrchoviny. Zabírá jihozápadní část podcelku jihovýchodně od Trenčína a nejvyšší vrchol - Ostrý vrch dosahuje nadmořské výšky 767,5 m.

## Polohopis
Území zabírá okrajovou jihozápadní část podcelku Trenčianska vrchovina i celých Strážovských vrchů. Severním a východním směrem pokračuje pohoří částí Teplická vrchovina, jihovýchodním směrem krajina přechází do zvlněné Bánovské pahorkatiny (část Podunajské pahorkatiny). Jihozápadní hranice, oddělující Vysoký Inovec (podcelek Považského Inovce) vede Jastrabským sedlem a západním směrem sousedí Trenčianska kotlina, patřící do Považského podolia.
Západní svahy jsou odvodňovány do řeky Váh, z východní a jižní části teče přebytková voda do Bebravy, patřící do povodí Nitry. Rozvodí mezi povodím Váhu a povodím Nitry vede Jastrabským sedlem, kterým zároveň vedou komunikace nadregionálního významu. Jde zejména o silnici E 572 v trase silnice I/9 (Drietoma - Nováky), železniční dopravu zajišťuje trať Trenčín - Chynorany.

## Ochrana území
Tato část Strážovských vrchů leží mimo území chráněné krajinné oblasti, ale na jejím území se nacházejí zvláště chráněné přírodní rezervace Bindárka, Trubárka a Ostrý vrch, okrajově i přírodní památka Potok Machnáč.

## Turismus
Okrajová část Strážovských vrchů patří mezi oblíbené a vyhledávané oblasti zejména z důvodu blízkosti k městu Trenčín. I pro poměrně snadnou dostupnost a síť turistických stezek je oblíbeným cílem turistů.

### Vybrané vrchy
- Ostrý vrch (767,5 m n. m.)
- Svitava (700 m n. m.)
- Čiernachov (694 m n. m.)
- Macková (681 m n. m.)
- Velké Kačky (650 m n. m.)[2]

### Turistické trasy
- po  červené značce z Soblahova do Jastrabského sedla
- po  modré značce od chaty pod Ostrým vrchom do Trenčianskych Teplic, s odbočkou na Ostrý vrch
- po  žluté značce z obce Kubrá přes sedlo Lúčky do Horných Motešic[2]